# Библия рабов
«Избранные части Священной Библии для использования неграми-рабами на островах Британской Вест-Индии» (англ. Select Parts of the Holy Bible for the use of the Negro Slaves in the British West-India Islands), также известная как «Библия рабов» (англ. Slave Bible) — подвергнутая цензуре версия Библии, созданная специально для обучения и обращения в христианство рабов в Британской Вест-Индии.

## Описание
Специальная версия Библии для рабов была опубликована в Англии в начале XIX века, чтобы применять её в Британской Вест-Индии. Из книги цензурой были исключены все «упоминания о свободе и побеге из рабства», в то время как подчеркивались пассажи, поощряющие полное послушание и покорность. Данный вариант Библии использовался британскими миссионерами с целью обучения порабощенного населения и обращения его в христианство.   

## Исключенные части
Редакторы включили в книгу лишь 10% Ветхого Завета и половину Нового Завета. В частности, среди исключенных отрывков —  Послание к Галатам 3:28, в котором говорится следующее: «Нет ни иудея, ни грека, нет ни раба, ни свободного, нет ни мужчины, ни женщины: ибо все вы одно во Христе Иисусе».
Исход 21:16 и Второзаконие 23:16-17 также были удалены. Издатели «Библии рабов» сочли, что такие разделы, как Исход, Книга Псалмов и Книга Откровения, «могут вселить в рабов опасную надежду на свободу и мечты о равенстве».  Такие отрывки, как Послание к Ефесянам 6:5: «Рабы, будьте послушны своим господам по плоти, со страхом и трепетом, в простоте сердца вашего, как Христу», напротив, были сохранены.

## Современное состояние
Одна из трех ныне сохранившихся копий «Библии рабов», изданная в 1807 году, была показана публике на выставке под названием «Библия рабов: пусть история будет рассказана», прошедшей в Музее Библии в Вашингтоне в 2018 году.  В настоящее время эта Библия принадлежит Университету Фиска. Она была напечатана лондонскими издателями Лоу и Гилбертом по заказу Общества обращения негров-рабов.